# Grammia plantagina
Grammia plantagina là một loài bướm đêm thuộc phân họ Arctiinae, họ Erebidae.